# 基謝利哈
49°54′36″N 34°10′8″E / 49.91000°N 34.16889°E
基謝利哈（烏克蘭語：Киселиха），是烏克蘭中部的村莊，隸屬波爾塔瓦州的米爾霍羅德區。該村處於戈夫特瓦河畔，分別距離普里什布2公里和若爾日夫卡3公里，海拔高度131米，2001年人口29。